# Jennifer Harman
Jennifer Harman (29 november 1964, Reno, Verenigde Staten) is een professionele pokerspeelster uit de Verenigde Staten. Ze is in het bezit van twee WSOP-bracelets, gewonnen in 2000 en 2002. Harman verdiende tot en met november 2021 meer dan $2.765.000,- in pokertoernooien.
Harman is getrouwd met de Italiaanse pokerspeler Marco Traniello.

## The Corporation
Harman maakte van 2001 tot en met 2004 deel uit van gelegenheids-pokerteam The Corporation.

## WSOP bracelets
| Jaar | Toernooi                            | Prijs (US$) |
| ---- | ----------------------------------- | ----------- |
| 2000 | $5,000 No Limit Deuce to Seven Draw | $146,250    |
| 2002 | $5,000 Limit Hold'em                | $212,440    |

## Trivia
- Harman speelt mee in de eerste vier seizoenen van het tv-programma High Stakes Poker.
- Harman heeft rolletjes in de films The Big Blind (1999, als Kathy) en Lucky You (2007, als Shannon Kincaid).
- Jennifer Harman is toegevoegd aan de Poker Hall of Fame in 2015.